# Miłkowo (powiat drawski)
Miłkowo (niem. Milkow) – osada w Polsce położona w województwie zachodniopomorskim, w powiecie drawskim, w gminie Czaplinek. W latach 1975–1998 miejscowość administracyjnie należała do województwa koszalińskiego. W roku 2007 osada liczyła 179 mieszkańców. Od 2021 roku miejscowość stanowi samodzielne sołectwo.

## Geografia
Osada leży ok. 2,5 km na południowy wschód od Broczyna, ok. 1,5 km na wschód od drogi wojewódzkiej nr 163.